# North Imilit Island
North Imilit Island – niezamieszkana wyspa należąca do Archipelagu Arktycznego, znajdująca się w regionie Kivalliq, Nunavut, Kanada. Jest położona w zatoce Chesterfield Inlet.